# Trädlärkan 11

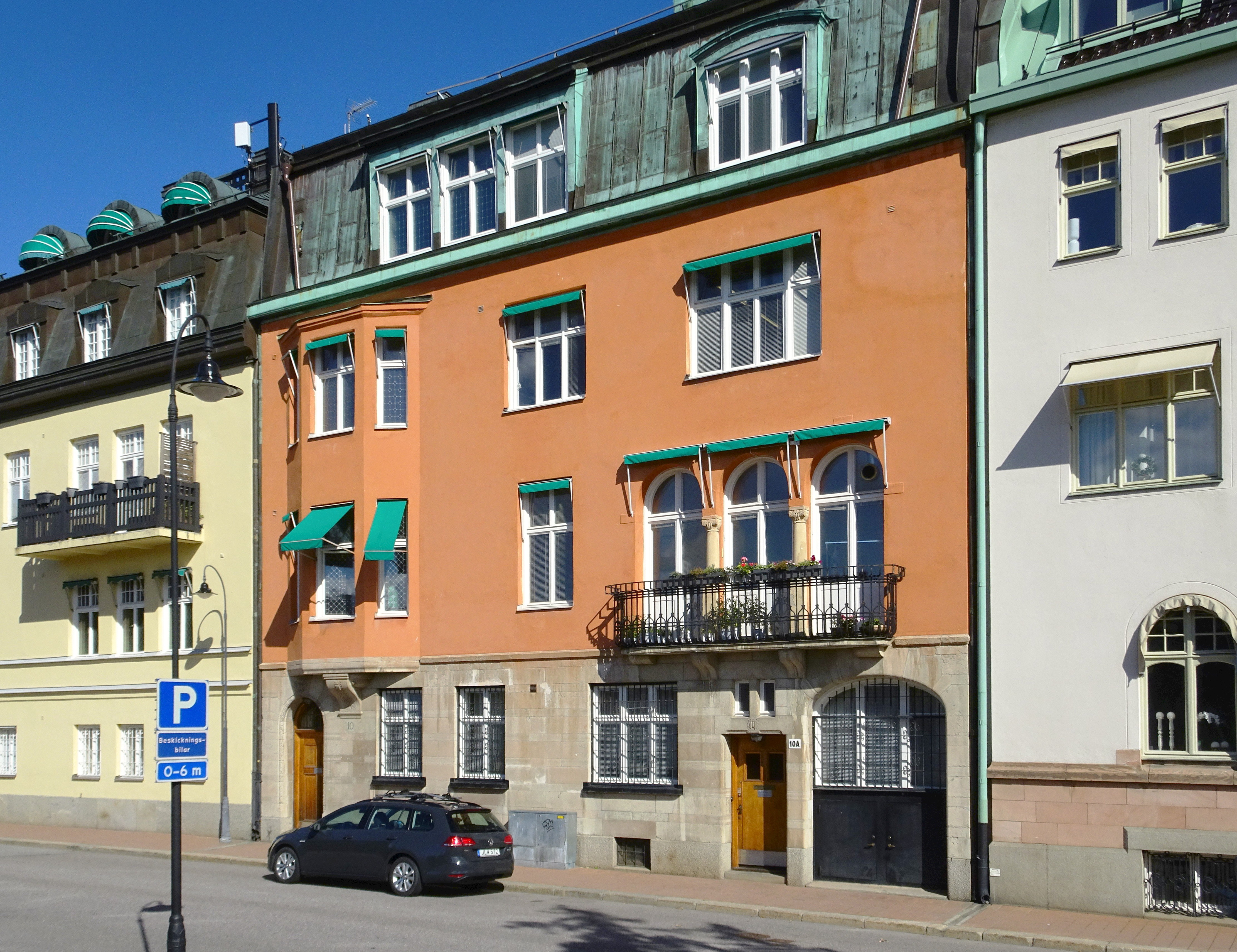
Trädlärkan 11, Friggagatan 10, september 2022. Till vänster ansluter Trädlärkan 1 och till höger Trädlärkan 10.

Trädlärkan 11 är en kulturhistoriskt värdefull före detta villafastighet i kvarteret Trädlärkan i Lärkstaden på Östermalm i Stockholm. Huset vid Friggagatan 10 uppfördes 1910–1911 av byggmästaren Johan Bengtson efter ritningar av arkitekt Thor Thorén. Fastigheten är grönmärkt av Stadsmuseet i Stockholm, det innebär "särskilt värdefull från historisk, kulturhistorisk, miljömässig eller konstnärlig synpunkt". Fastigheten ägs sedan början av 1990-talet av Stiftelsen Pro Cultura. Här och i grannfastigheten Trädlärkan 1 driver stiftelsen Lärkstadens Studiecentrum, ett studenthem och utbildningscentrum för män. Mellan 1993 och 2023 drev stiftelsen i den här fastigheten Utbildningscentrum Trädlärkan, som erbjöd utbildning för kvinnor som arbetar eller vill arbeta inom servicebranschen. Både Trädlärkan 1 och 11 utgör sedan 1992 en egen fastighet som går under beteckningen Trädlärkan 12.

## Bakgrund och planering

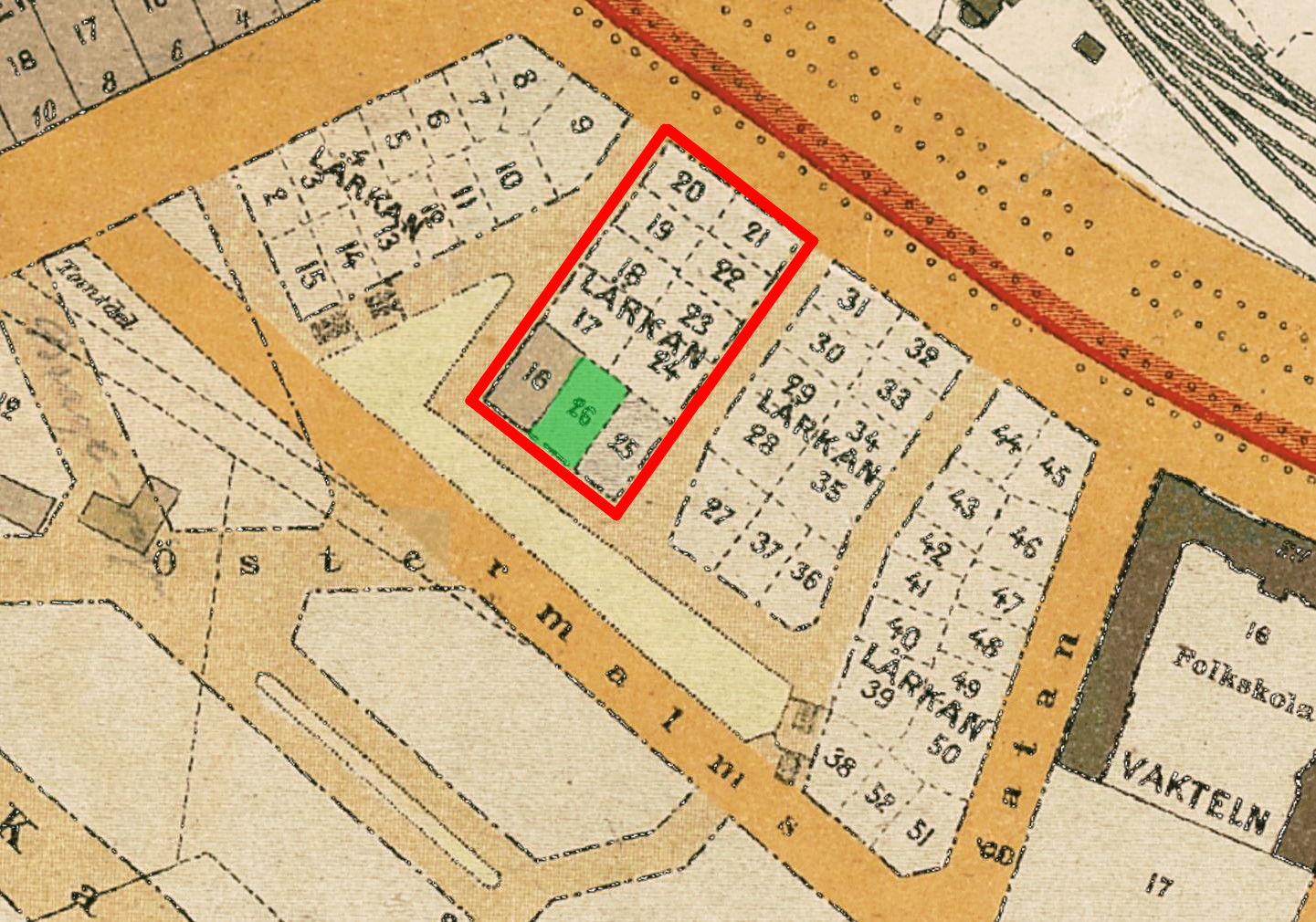
Kvarteret Lärkan 1909 tomt nr 26 (grön), dagens Trädlärkan 11.

Dåvarande fastigheten nummer 26 (senare namnändrad till Trädlärkan 11) i kvarteret Lärkan förvärvades i augusti 1909 av byggmästaren, tillika byggherren Johan Bengtson. Det var vanligt att byggmästare eller arkitekter köpte tomter i Lärkan som sedan, tillsammans med de färdiga husen, såldes till sina nya ägare, vilken i detta fall var direktören och industrimannen Gustaf Wikander (1863–1947), son till korkfabrikanten August Wicander. Trädlärkan 11 låg mitt i raden Trädlärkan 1, 11, 10 och omfattade en areal om 397,8 kvadratmeter samt en 12 meter bred trädgårdstomt i norr.
Stadsbyggnadsprojektet med ”sammanbyggda villor” (begreppet radhus fanns inte än) i Lärkan kan ses som ett experiment och en helt ny boendeform i Stockholm på 1900-talets början. I Svenska Dagbladet från december 1910 kallades Lärkan för "Stockholms stads experimentalfält för omplantering af den engelska hemidén". Drivande kraft bakom projektet var stadsplanearkitekten Per Olof Hallman vilken hämtat inspiration från just England och som 1910 själv kom att flytta in i sin stadsvilla på Sånglärkan 6. Nytt var även att markägaren, Stockholms stad, inte sålde Lärkans tomter i form av tomträtter utan som "fri och egen grund" och Stadsingenjörskontoret fick i uppdrag att stycka "överkomliga" tomter med storlekar mellan drygt 270 och 550 kvadratmeter.

## Byggnadsbeskrivning

### Exteriör

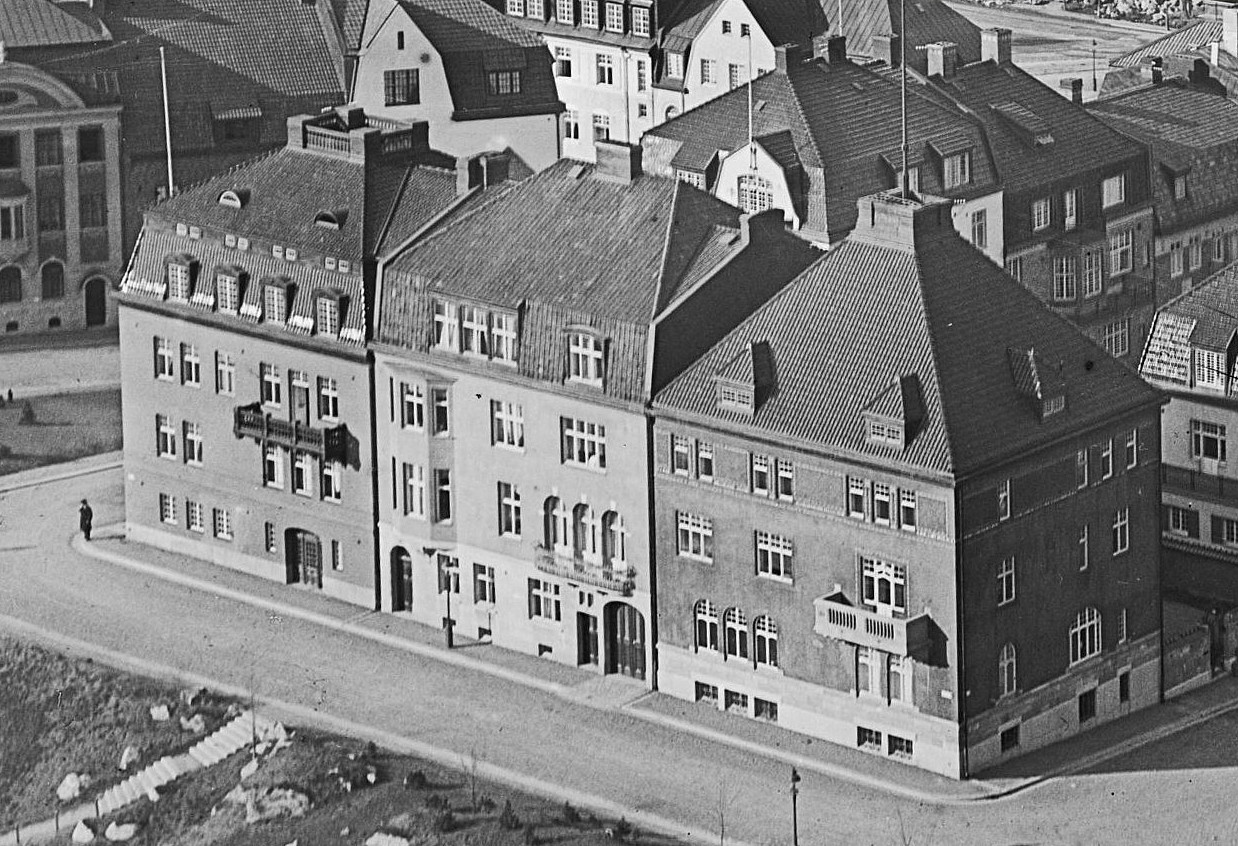
Från vänster: Trädlärkan 1, 11 och 10, framför går Friggagatan, 1910 eller 1911.

Villan på Trädlärkan 11 uppfördes för egen räkning av byggmästaren Johan Bengtson för att sedan sälja den. Han anlitade arkitekt Thor Thorén att gestalta huset. Thorén ritade förutom Trädlärkan 11 ytterligare fyra stadsvillor i lärkan-kvarteren: Tofslärkan 9, Trädlärkan 2, Trädlärkan 3 (den egna villan) och Trädlärkan 9. Huset fick tre våningar samt inredd vind och källare. I höjd med bottenvåningen kläddes fasaderna med gulbeige sandsten som har dekorationer i form av grankottar, däröver slätputsades fasaderna. Taket täcktes med kopparplåt. 
På våning en trappa märks en grupp bestående av tre rundbågiga fönster utformade som franska balkonger med kolonner i natursten mellan dessa och ett smitt räcke framför. Grankottsmotivet återkommer även på kolonnernas kapitäl. Ett liknande arkitektoniskt uttryck med tre fönster och kolonner i natursten använde Thorén även på sin egen villa (Trädlärkan 3) och på Trädlärkan 2 och 9. Ett burspråk i två våningar smyckar husets vänstra fasaddel. Ytterligare två burspråk märks på gårdsfasaden, där det ena döljer husets interntrappa. Det andra är tre våningar hög och kröns av en balkong. Gestaltningen är nationalromantiken med inslag av jugend.

### Interiör
Huset koncipierades som villa för ett enda hushåll, utan några uthyrbara lägenheter som annars var ganska vänlig i lärk-kvarteren. Exempelvis bebyggdes 30 av Lärkans 51 fastigheter med villor för flera hushåll vilket stred mot Lärkans stadsplanebestämmelser.
Rumsfördelningen var enligt arkitektritningarna från 1909 följande:
- Källarvåning – pannrum, kolförråd, vedkällare, tvättstuga, strykrum, matkällare, vinkällare och diverse förråd
- Bottenvåning – huvudentré med hall och trappa (till vänster), mottagningsrum, kontor, automobilgarage mot gatan, rum för chaufför, kök, interntrappan och ytterligare ett rum mot gården
- Våning 1 trappa – trappa och stor hall med burspråk mot gården, salongen och matsalen i fil med skjutdörr emellan mot gatan, interntrappa, kök och serveringsgång mot gården.
- Våning 2 trappor – trappa och övre hall, rum, herrum, sovrum domestikrum, toalettrum
- Våning 3 trappor (vindsvåning) – trappa hall, biljardrum med öppen spis och högt välvt tak, sovrum, gästrum och domestikrum samt badrum

Efter många ombyggnader och anpassningar till ändrad verksamhet bevarar interiören inte mycket av sitt ursprungliga utseende.

Originalritningar från 1909
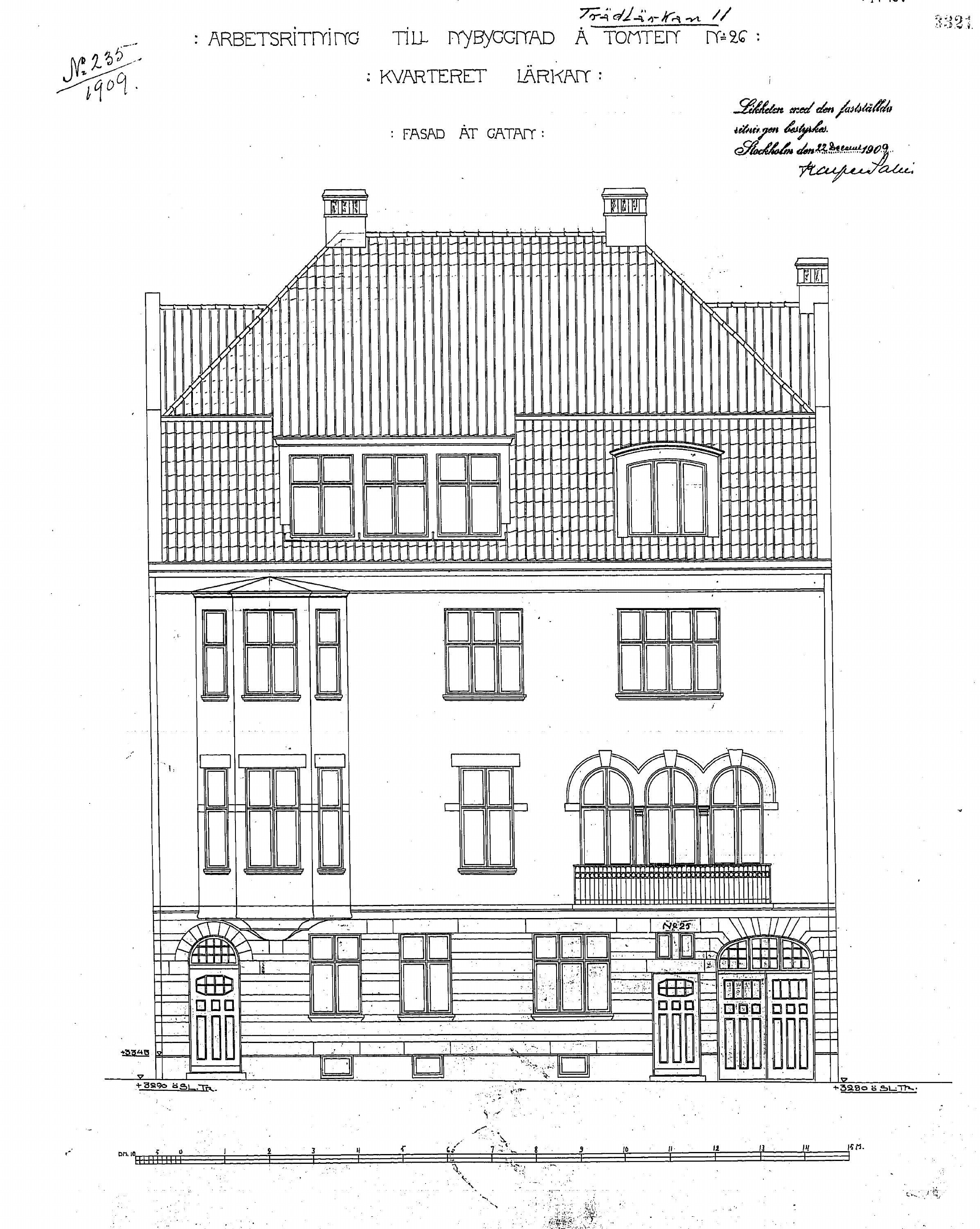
Fasad mot Friggagatan.
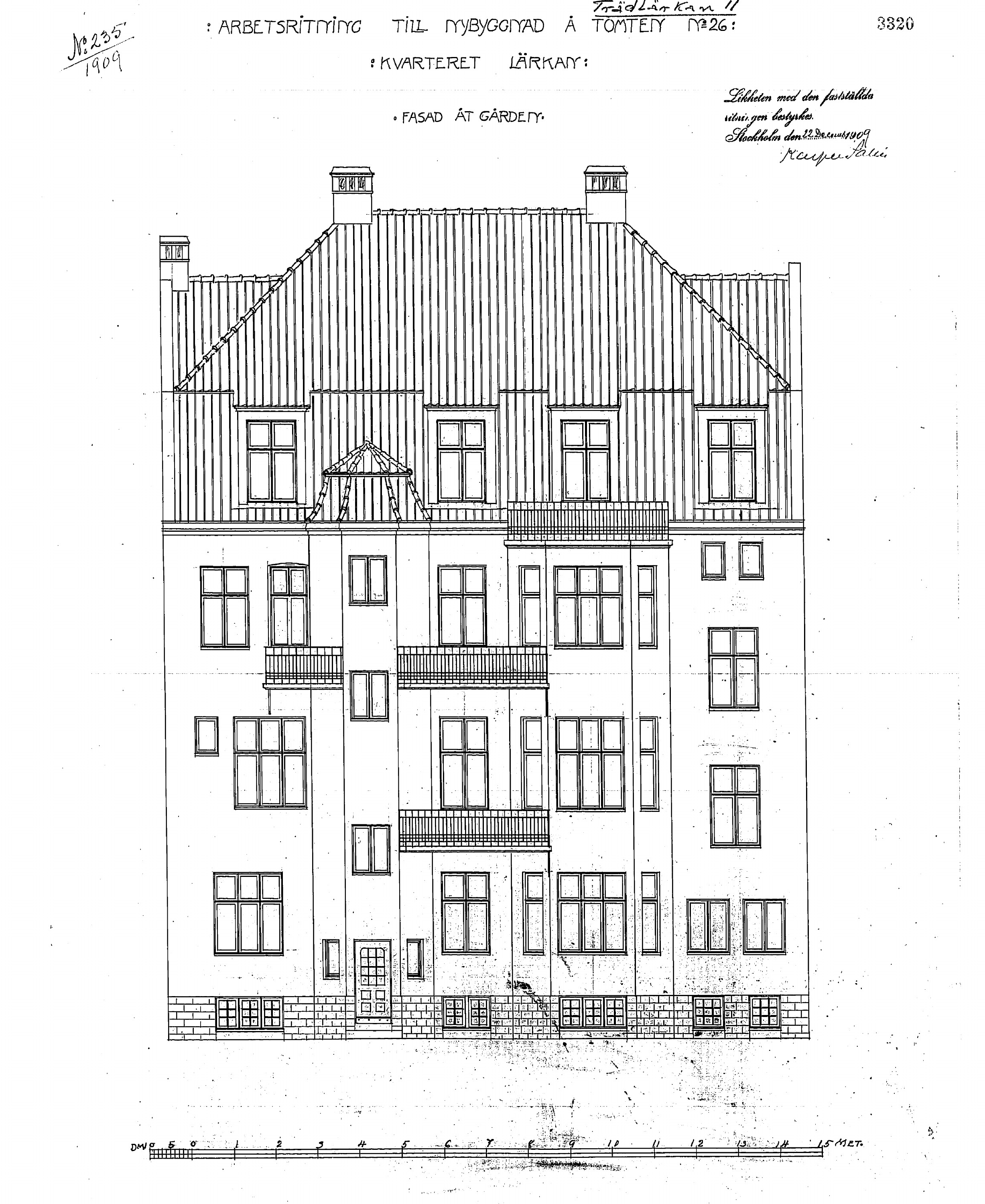
Fasad mot trädgården.
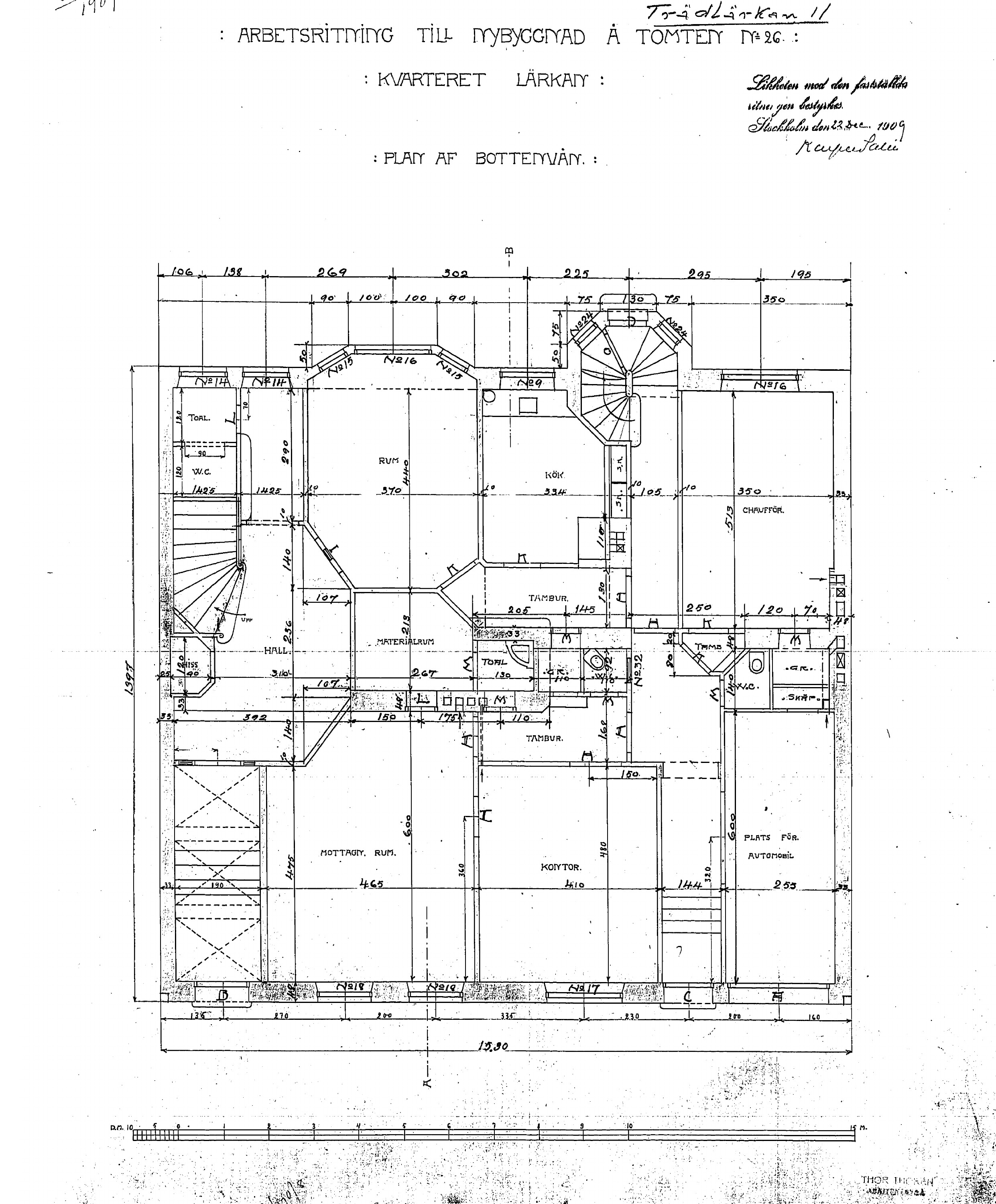
Bottenvåning.
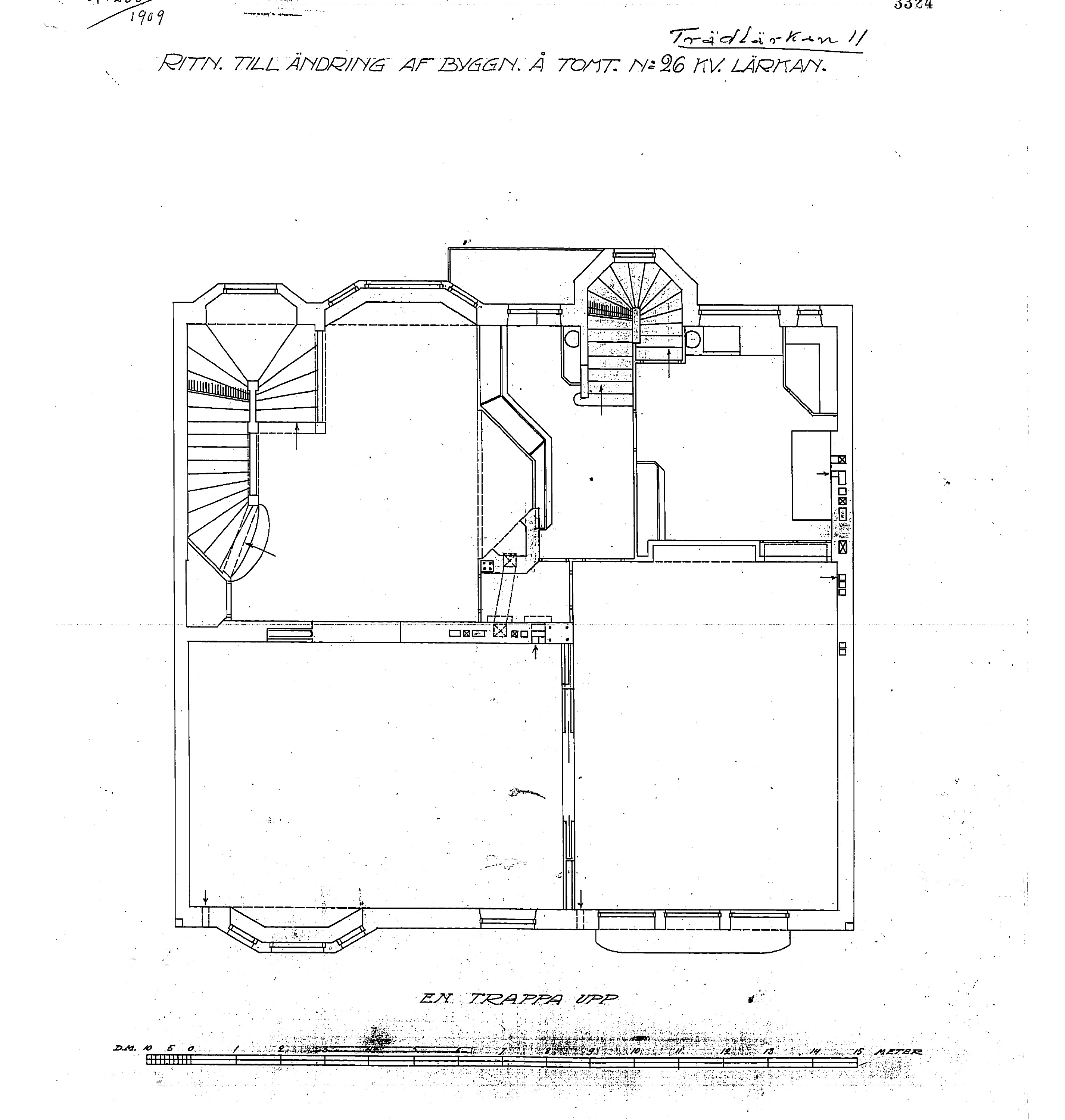
Våning 1 trappa.
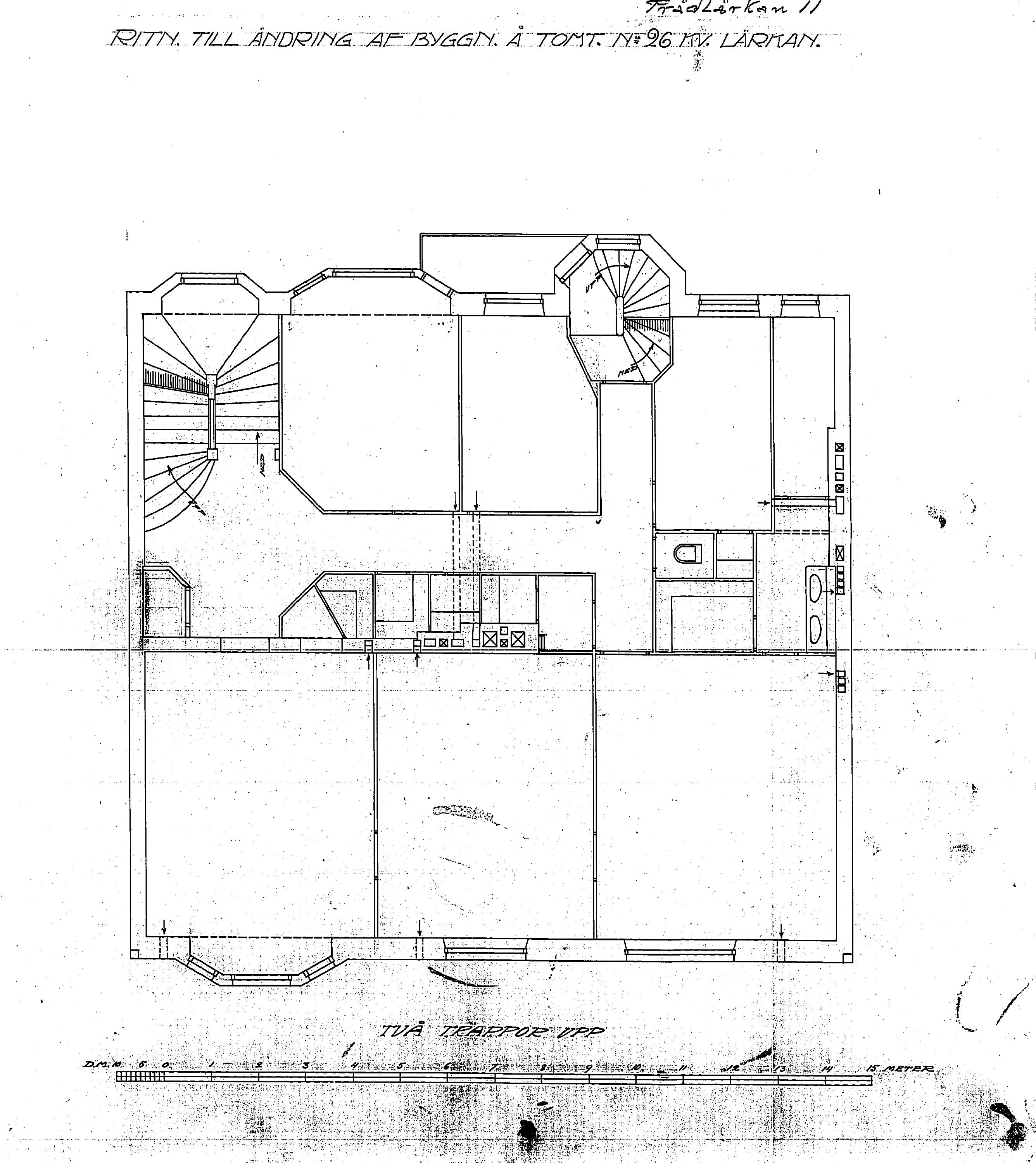
Våning 2 trappor.
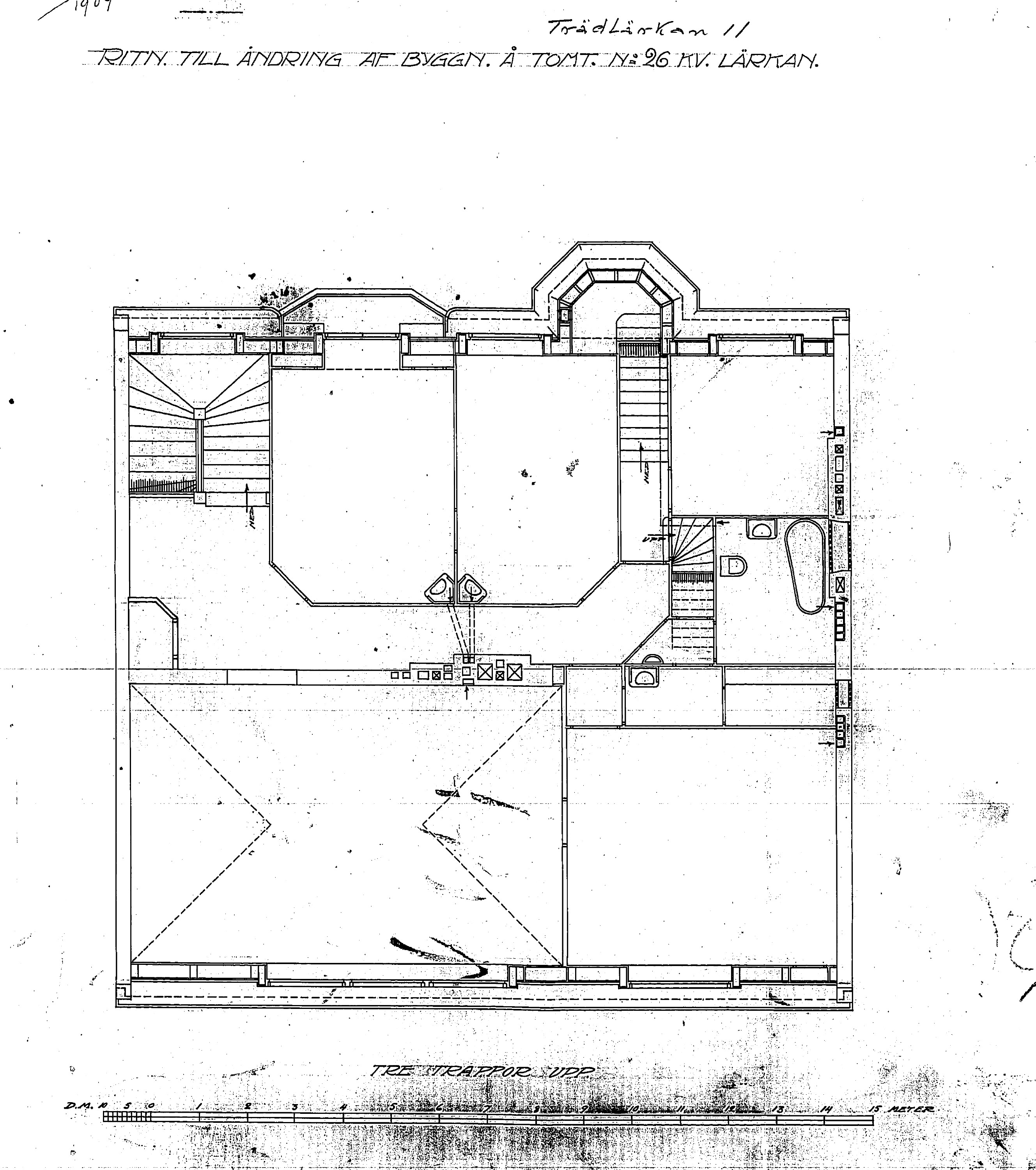
Våning 3 trappor.
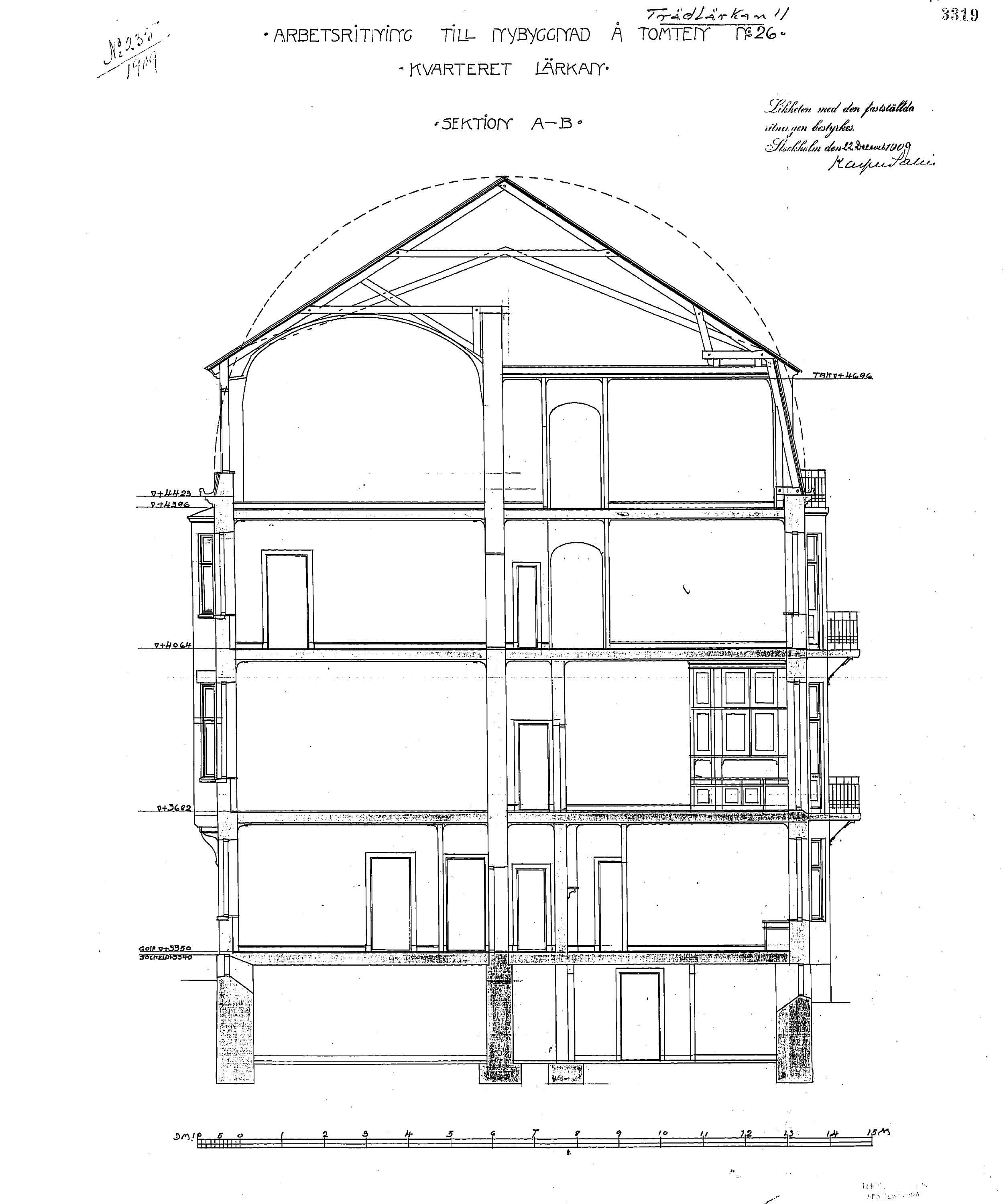
Sektion.

### Nya ägare och ändringar
Enligt Stockholms adresskalender uppges direktör G. Wicander 1926 fortfarande som ägare. I slutet av 1940-talet kontoriserades byggnaden. Rumsdispositionen bibehölls i stora drag men garaget gjordes om till kök och kontorsrum. För ritningarna stod arkitekterna Mauritz Dahlberg och Olle Zetterberg. På 1950-talet flyttade svenska Sunlight in och i  grannhuset Trädlärkan 1 och passager mellan båda byggnader öppnades. Samtidigt flyttade Sunlights kontorsverksamhet även till Trädlärkan 2. 1992 utfördes ombyggnader och anpassningar av fastigheten för Utbildningscentrum Trädlärkan, som också berörde Trädlärkan 1. Utbildningscentrum Trädlärkan erbjöd fram till 2023 utbildning för kvinnor inom servicebranschen. Projektets huvudman var Stiftelsen Pro Cultura som sammanlade båda fastigheter till en egen fastighet som går under beteckningen Trädlärkan 12. I den här fastigheten driver stiftelsen numera Lärkstadens Studiecentum, ett studenthem och utbildningscentrum för män.

Fasaddetaljer
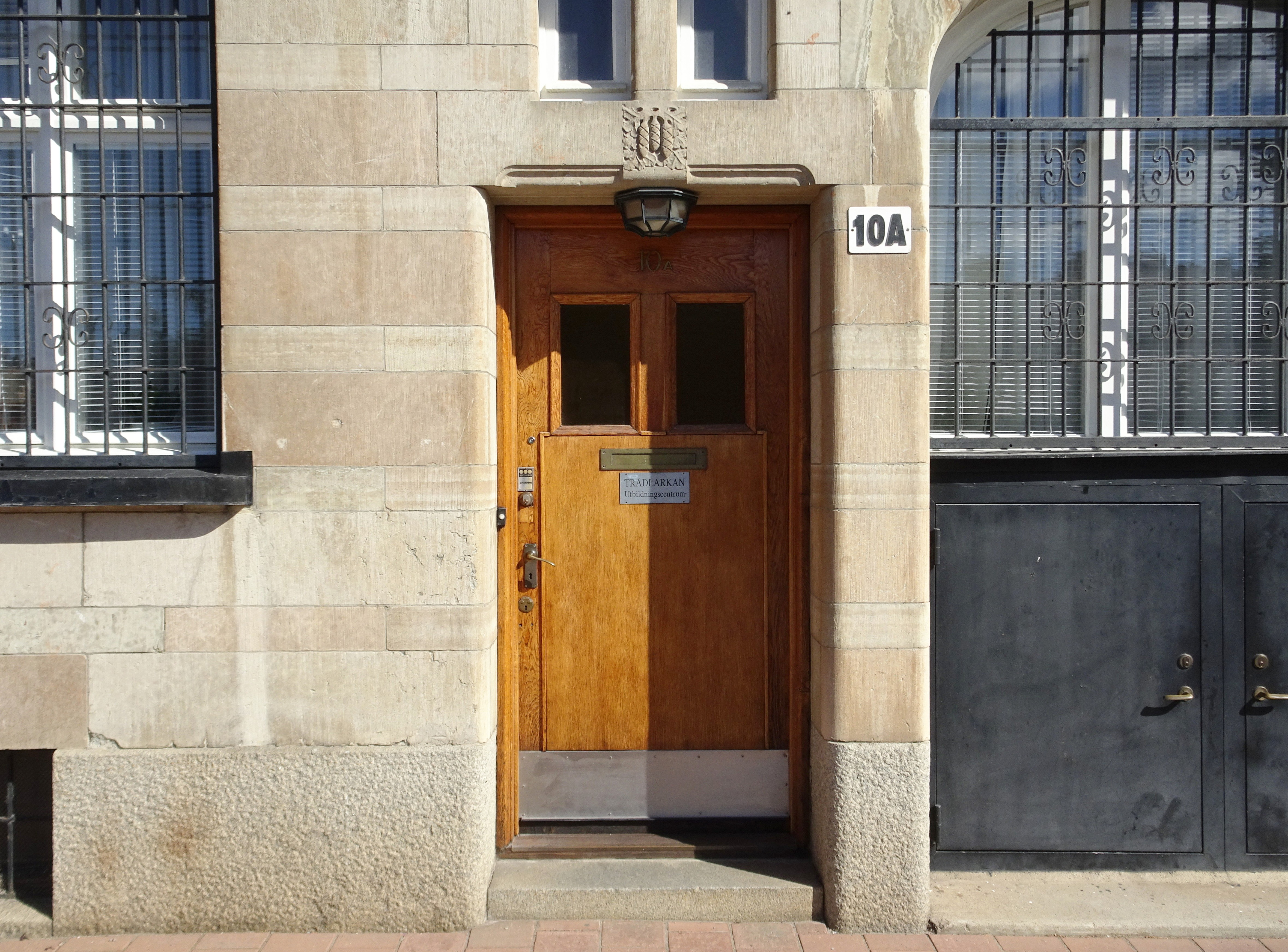
Entré Friggagatan 10A.
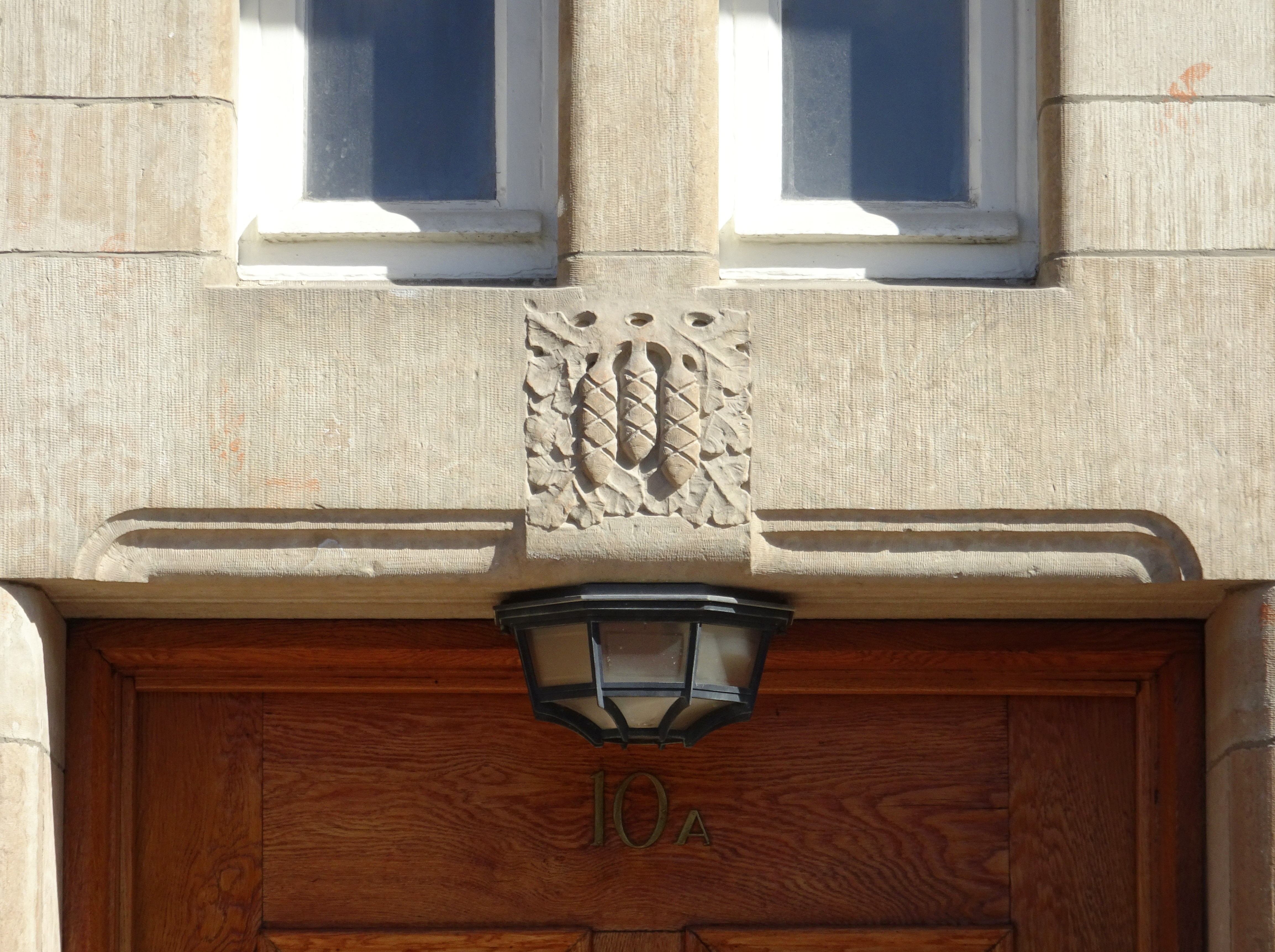
Grankottsmotiv över entrédörren.
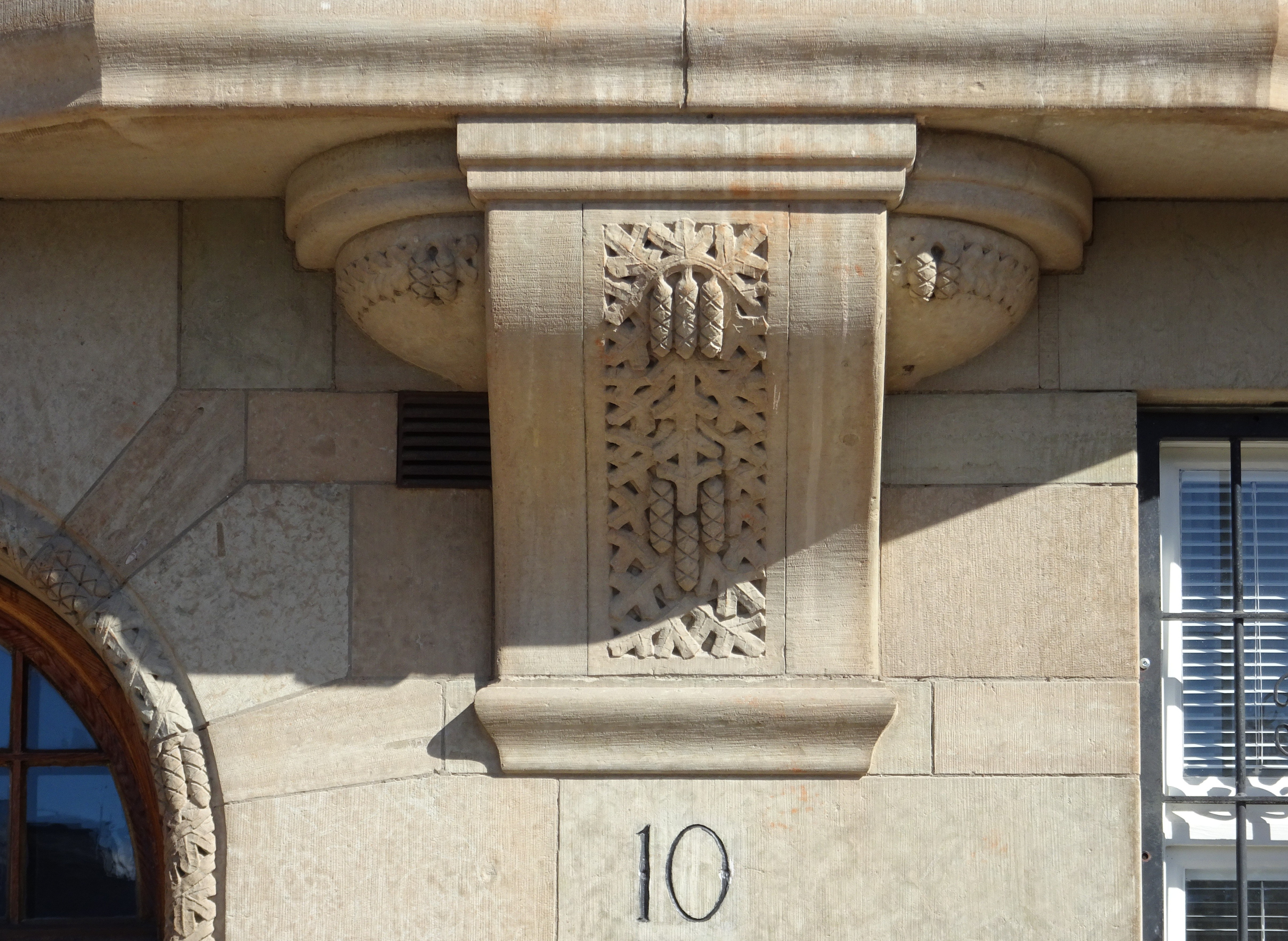
Grankottsmotiv under burspråket.
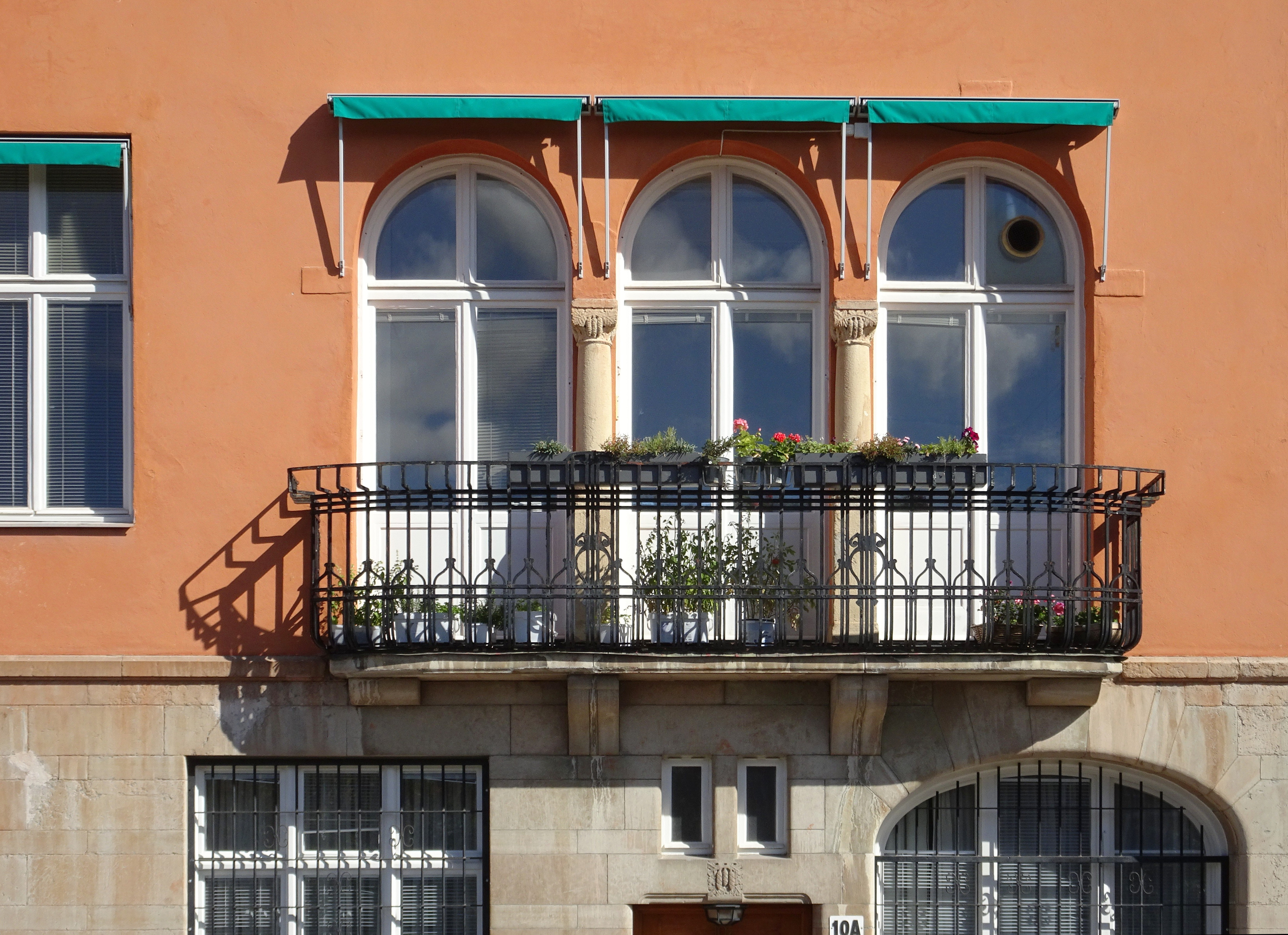
Fönstergruppen.